# Marumi Jamazakiová
Marumi Jamazakiová (japonsky 山崎 円美, * 9. června 1990) je japonská fotbalistka.

## Reprezentační kariéra
Za japonskou reprezentaci v roce 2013 odehrála 4 reprezentační utkání.

## Statistiky
| Japonsko | Japonsko | Japonsko |
| Roky     | Záp.     | Góly     |
| -------- | -------- | -------- |
| 2013     | 4        | 0        |
| Celkem   | 4        | 0        |